# Potentilla butkovii
Potentilla butkovii är en rosväxtart som beskrevs av Viktor Petrovitj Botjantsev. Potentilla butkovii ingår i Fingerörtssläktet som ingår i familjen rosväxter. Inga underarter finns listade i Catalogue of Life.